# 26.ª División Antiaérea
La 26ª División Antiaérea (26. Flak-Division) fue una unidad militar de la Luftwaffe durante la Segunda Guerra Mundial.

## Historia
Formada el 1 de mayo de 1944 en München desde la 4° Brigada Antiaérea, para la defensa aérea de München, Upper Bayern y Schwaben. Fue disuelta el 28 de abril de 1945.

## Comandantes
- Coronel Ernst Uhl – (1 de mayo de 1944 – 1 de julio de 1944)
- Teniente General Rudolf Eibenstein – (1 de julio de 1944 – 28 de abril de 1945)

### Jefes de Operaciones (Ia)
- Mayor Hans Biewend – (14 de junio de 1944 – marzo de 1945)
- Mayor Schultze-Forster – (marzo de 1945 – mayo de 1945)

## Orden de Batalla
Organización del 1 de mayo de 1944:
- 19° Regimiento Antiaéreo (o) (Grupo Antiaéreo Norte München)
- 55° Regimiento Antiaéreo (o) (Grupo Antiaéreo Sur München)
- 130° Regimiento Antiaéreo (o) (Grupo Antiaéreo Innsbruck)
- 2° Regimiento de Proyectores Antiaéreo (o) (Grupo Antiaéreo Augsburg)
- 8° Regimiento de Proyectores Antiaéreo (o) (Grupo de Proyectores Antiaéreo München)
- 146° Batallón de Comunicaciones Aérea

El 2° Regimiento de Proyectores Antiaéreo (o) fue redesignado a la 115° Regimiento Antiaéreo (motorizada.) en mayo de 1944.
El 148° Regimiento Antiaéreo (o) se une a la división en agosto de 1944; 130° Regimiento Antiaéreo (o) deja la división en septiembre de 1944, con 93° Regimiento Antiaéreo (o) se unió a la división in the same month.
El 114° Regimiento Antiaéreo (E) se unió a la división en octubre de 1944.
Organización del 1 de diciembre de 1944:
- 19° Regimiento Antiaéreo (o) (Grupo Antiaéreo Norte München)
- 55° Regimiento Antiaéreo (o) (Grupo Antiaéreo Sur München)
- 93° Regimiento Antiaéreo (o) (Grupo Antiaéreo Nürnberg)
- 115° Regimiento Antiaéreo (o) (Grupo Antiaéreo Augsburg)
- 148° Regimiento Antiaéreo (o) (Grupo Antiaéreo Innsbruck*)
- 8° Regimiento de Proyectores Antiaéreo (o) (Grupo de Proyectores Antiaéreo München)
- 114° Regimiento Antiaéreo (Eisb.)
- 146° Batallón de Comunicaciones Aérea

Ordenado a desbandarse el 28 de abril de 1945.
Subordinado al VII Comando Admistrativo Aéreo, y desde abril de 1945 por el IV Cuerpo Antiaéreo.
- Conocida como Grupo Antiaéreo Sudoeste München en una fuente.